# Christopher T. Calio
Christopher Thomas "Chris" Calio, född i november 1973, är en amerikansk företagsledare som är president och VD för den amerikanska försvarskoncernen RTX sedan den 2 maj 2024 när han efterträdde Gregory J. Hayes som VD.
Han har tidigare arbetat som COO för RTX; bland annat president för RTX:s dotterbolag Pratt & Whitney samt bland annat stabschef för just Gregory J. Hayes när denne var styrelseordförande och VD för RTX:s ena föregångare United Technologies (UTC). Calio började arbeta inom UTC 2005.
Calio avlade kandidatexamen i statsvetenskap vid Trinity College och master of business administration och juristexamen vid University of Connecticut.